# Dub Taylor
Dub Taylor, egentligen Walter Clarence Taylor, Jr., född 26 februari 1907 i Richmond, Virginia, död 3 oktober 1994 i Los Angeles, Kalifornien, var en amerikansk skådespelare, som främst medverkade i westernfilmer, men även i komedier.

## Filmografi i urval

### Film
- 1938 – Komedien om oss människor – Ed Carmichael
- 1939 – Mr. Smith i Washington – reporter (ej krediterad)
- 1950 – Broadway Bill
- 1952 – På farlig mark – sheriff Jepson (ej krediterad)
- 1953 – De röda bågskyttarna – Danowicz
- 1954 – Livsfarlig stad – Gus Snider
- 1954 – Hämndens väg – Eddie, pokerdealer (ej krediterad)
- 1954 – Spindlarna – vakt vid järnvägen (ej krediterad)
- 1954 – Polisnätet – Miller Starkie (ej krediterad)
- 1954 – Banditjägaren – postmästare Eli Danvers
- 1954 – En stjärna föds – Normans chaufför (röst, ej krediterad)
- 1955 – Striden om ranchen – stadsbo (ej krediterad)
- 1955 – Rymdens tigrar – arg tekniksergeant (ej krediterad)
- 1955 – Jag dog tusen gånger – Ed, anställd på bensinstationen (ej krediterad)
- 1956 – Första kulan dödar – Nolan Brown, invånare i Cross Creek (ej krediterad)
- 1956 – En kula i ryggen – skurk (ej krediterad)
- 1956 – Äventyr på linjebuss – Joe
- 1958 – Se opp för sergeanter – McKinney
- 1958 – Min fantastiska tant – veterinär (ej krediterad)
- 1959 – Livet är härligt – Fred
- 1960 – Tag vad du vill ha – Bob Skaggs (ej krediterad)
- 1961 – Det började en sommar – Teet Howie
- 1962 – Ungdoms ljuva fågel – Dan Hatcher
- 1965 – Hallelujatåget – Clayton Howell
- 1965 – Cincinnati Kid – dealer
- 1967 – Vad gör du i min säng... – elektriker
- 1967 – Bonnie och Clyde – Ivan Moss
- 1967 – Johnny Banco – Äventyraren
- 1969 – En handfull bly för sheriffen – Doc Adams
- 1969 – Det vilda gänget – borgmästare Wainscoat
- 1969 – De obesegrade – McCartney
- 1969 – Leva rövare – doktor B.F. Peabody
- 1970 – Sheriff i het stad – junior
- 1972 – Getaway - rymmarna – Laughlin
- 1973 – Tom Sawyers äventyr – Clayton
- 1975 – Tango för tre – Skallerorms-Tom
- 1975 – Det kom en cowboy till Hollywood – biljettsäljare
- 1976 – Odjur – farfar Bridges
- 1976 – Hyreskontrakt med döden – Walker
- 1976 – Hämndens vingar – S. Gravely
- 1976 – Dåliga odds, McKlusky! – borgmästare Caffrey
- 1977 – Bernard och Bianca – grävare
- 1977 – Den jättelika vägspärren – Harley Davidson
- 1979 – 1941 – Ursäkta, var är Hollywood? – Mr. Malcomb
- 1984 – Mitt i plåten 2 – sheriff
- 1988 – Texasexpressen – Charlie Lee
- 1990 – Tillbaka till framtiden del III – gamling på saloonen
- 1991 – Mina hjältar har alltid varit cowboys – Gimme Cap

### TV-serier
- 1967–1971 – Bröderna Cartwright –  Barlow/Simon/Luke Calhoun/Otto, 6 avsnitt
- 1980–1981 – Lilla huset på prärien – Houston Lamb, 4 avsnitt

## Utmärkelser
- 1985 – Golden Boot